# Karen-Sofie Styrmoe
Karen-Sofie Styrmoe, później Oseid (ur. 20 października 1930 w Tinn, zm. 14 lipca 2001 w Oslo) – norweska narciarka alpejska, uczestniczka zimowych igrzysk olimpijskich 1952 rozgrywanych w Oslo.

## Osiągnięcia

### Igrzyska olimpijskie
| Miejsce | Dzień     | Rok  | Miejscowość | Konkurencja | Czas biegu  | Strata   | Zwyciężczyni         |
| ------- | --------- | ---- | ----------- | ----------- | ----------- | -------- | -------------------- |
| 31.     | 17 lutego | 1952 | Oslo        | Zjazd       | 2:15.5 min. | +28.4 s. | Trude Jochum-Beiser  |
| 23.     | 20 lutego | 1952 | Oslo        | Slalom      | 2:27.6 min. | +17.0 s. | Andrea Mead-Lawrence |